# Камберленд (Мэриленд)
Камберленд (англ.  Cumberland ) — город и административный центр округа Аллегейни в штате Мэриленд США.

## Описание
Центр округа Аллегейни с 1789 года. Находится в северо-западном Мэриленде, в чашеобразной долине в узком выступающем регионе между Пенсильванией (север) и Западной Вирджинией (юг), ограниченной рекой Потомак на юге. Он расположен у входа в Камберленд-Нарроус, естественные ворота, прорезанные Уиллс-Крик через горы Аллеганы на запад в долину реки Огайо. Основанный в 1750 году как торговый пост Огайской компании, он был сначала известен как Уиллс-Крик. Город был снова заложен в 1785 году и был переименован в 1786 году в Форт-Камберленд, который был построен в 1754 году и назван в честь Уильяма Августа, герцога Камберлендского; форт был штаб-квартирой подполковника Джорджа Вашингтона и генерала Эдварда Брэддока во время Франко-индейской войны. Камберленд превратился в транспортный центр: он стал восточной конечной станцией (1811 г.) Камберлендской (национальной) дороги и западной конечной станцией (1850 г.) Чесапикского и Огайского каналов, а в 1842 г. через него прошла железная дорога Балтимор — Огайо.
Камберленд был оккупирован войсками Союза во время Гражданской войны в США. 21 февраля 1865 года два спавших генерала Союза, Бенджамин Келли и Джордж Крук, были захвачены там рейнджерами капитана Джона Макнила. Добыча угля, многопрофильное производство (железнодорожное оборудование, стеклопластиковые лодки и детская одежда) и отдых на природе являются экономическими опорами. Главный кампус колледжа Аллегани в Мэриленде (1961 г.) находится в Камберленде. Инкорпорирован как таун в 1815 году; сити с 1856 года. Население в 2000 году — 21 518; агломерация Камберленда — 102 008; в 2010 году — 20 859; агломерация Камберленда — 103 299 жителей. Самый холодный месяц — январь, с обычной температурой от -7°C до +2°C, самый жаркий — июль, с температурой от +18°C до +30°C.

## Население
| 1990   | 2000    | 2010[…] | 2020    |
| ------ | ------- | ------- | ------- |
| 23 712 | ↘21 518 | ↘20 859 | ↘19 076 |